# Congregación Calles
Congregación Calles är en ort i Mexiko.   Den ligger i kommunen Montemorelos och delstaten Nuevo León, i den centrala delen av landet, 600 km norr om huvudstaden Mexico City. Congregación Calles ligger 453 meter över havet och antalet invånare är 1 142.
Terrängen runt Congregación Calles är platt åt nordost, men åt sydväst är den kuperad. Runt Congregación Calles är det ganska glesbefolkat, med 32 invånare per kvadratkilometer. Närmaste större samhälle är Allende, 9,8 km nordväst om Congregación Calles. I omgivningarna runt Congregación Calles växer huvudsakligen savannskog.